# Бердеауе
Бердеауе (нім. Bördeaue) — громада в Німеччині, розташована в землі Саксонія-Ангальт. Входить до складу району Зальцланд. Складова частина об'єднання громад Егельнер-Мульде.
Площа — 25,4 км2. Населення становить 1791 ос. (станом на 31 грудня 2021).